# Stephen Barr
Stephen M. Barr (* 1953) ist ein US-amerikanischer theoretischer Physiker, der sich mit Elementarteilchentheorie und Kosmologie befasst.
Barr wurde 1978 an der Princeton University promoviert. Als Postdoktorand war er an der University of Pennsylvania, 1980 bis 1985 Assistant Professor an der University of Washington und 1985 bis 1987 am Brookhaven National Laboratory. Ab 1987 war er Professor an der University of Delaware. Dort wurde er 2011 Direktor des Barol Research Institute.
2011 wurde er Fellow der American Physical Society für Beiträge zu GUTs, Baryogenese und CP-Verletzung.
Er ist einer der Urheber des flipped SU(5)-GUT-Modells, das bei ihm ursprünglich als Zwischenstufe beim Symmetriebruch des SO(10)-GUT-Modells vorkam. Später untersuchte er mit K. S. Babu realistische supersymmetrische GUTs mit Eichgruppe SO (10). Flipped SU (5) ist nach wie vor (2018) ein möglicher Kandidat für GUTs, während SU (5) schon durch die minimale Lebensdauer des Protons aus Protonenzerfall-Experimenten ausgeschlossen ist.
Bei der CP-Verletzung stammt von ihm das Barr-Zee-Diagramm (mit Anthony Zee), das elektrische Dipolmomente für das Elektron, Neutron und andere Teilchen erzeugt, und den Nelson-Barr-Mechanismus (unabhängig A. E. Nelson) als Lösung des starken CP-Problems.
Bei der Baryogenese veröffentlichte er 1990 eine Arbeit mit R.S. Chivukula und Edward Farhi, die zeigte, dass gewöhnliche baryonische Materie und dunkle Materie durch denselben Mechanismus im frühen Universum erzeugt worden sein könnten (asymmetrische dunkle Materie).
Er veröffentlichte auch Bücher über das Verhältnis von Religion und Naturwissenschaft, so Modern physics and ancient faith (University of Notre Dame Press 2003). Er ist überzeugter Katholik und erhielt 2007 die päpstliche Benemerenti-Medaille. Barr schreibt für das Magazin First Things.

## Schriften (Auswahl)
Außer den in den Fußnoten zitierten Schriften.
- New type of seesaw mechanism for neutrino masses, Phys. Rev. Lett., Band 92, 2004, S. 101601.
- mit N. Fortson, P. Sandars: The search for a permanent electric dipole moment, Physics  Today, Band 56, heft 6, 2003, S. 33
- mit C. H. Albright, K. S. Babu: Minimality condition and atmospheric neutrino oscillations, Phys. Rev. Lett., Band 81, 1998, S. 1167.
- mit C. H. Albright: Fermion masses in SO(10) with a single adjoint Higgs field, Phys. Rev. D, Band 58, 1998, S. 013002
- Grand Unified Theories, in Lerner, Trigg (Hrsg.), Encyclopedia of Physics, Wiley 2005